# Treteau
Treteau – miejscowość i gmina we Francji, w regionie Owernia-Rodan-Alpy, w departamencie Allier.

## Demografia
Według danych na rok 1990 gminę zamieszkiwało 560 osób, a gęstość zaludnienia wynosiła 18 osób/km². W styczniu 2015 r. Treteau zamieszkiwało 575 osób, przy gęstości zaludnienia wynoszącej 18,5 osób/km².